# بابونه گیلانی
بابونه گیلانی (نام علمی: Anthemis gilanica) نام یک گونه از سرده بابونه است.